# Tire-crins

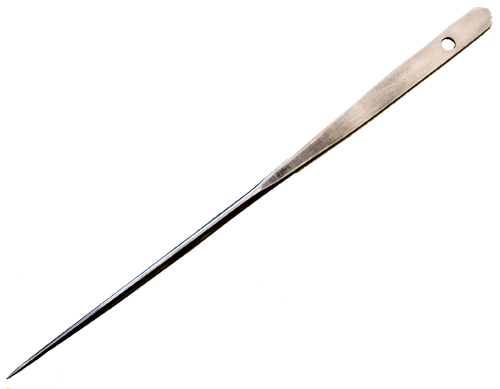
Tire-crin.

Le tire-crin est un petit outil pointu qui est utilisé par le tapissier garnisseur. Il est glissé au travers de la toile des sièges afin de déplacer le crin qui les rembourre.
Le tapissier peut ainsi donner une forme homogène à l'assise du siège qu'il garnit, et la modeler pour qu'elle respecte le style du siège.